# Patrick Augustine Ardagh
Patrick Augustine Ardagh, novozelandski general in vojaški zdravnik, * 30. avgust 1891, † 1944.